# Floyd Heard
Floyd Wayne Heard (West Point, 24 marzo 1966) è un ex velocista statunitense.

## Palmarès
| Anno | Manifestazione      | Sede         | Evento      | Risultato  | Prestazione | Note |
| ---- | ------------------- | ------------ | ----------- | ---------- | ----------- | ---- |
| 1987 | Universiadi         | Zagabria     | 200 m piani | Argento    | 20"44       |      |
| 1987 | Universiadi         | Zagabria     | 4×100 m     | Oro        | 38"66       |      |
| 1987 | Giochi panamericani | Indianapolis | 200 m piani | Oro        | 20"25       |      |
| 1987 | Mondiali            | Roma         | 200 m piani | 6º         | 20"25       |      |
| 2000 | Giochi olimpici     | Sydney       | 200 m piani | Semifinale | 20"63       |      |

## Altre competizioni internazionali
1989
- Argento in Coppa del mondo ( Barcellona), 200 m piani - 20"36